# Lapalisse
Lapalisse je naselje in občina v osrednjem francoskem departmaju Allier regije Auvergne. Leta 1999 je naselje imelo 3.332 prebivalcev.

## Geografija
Kraj leži v pokrajini Bourbonnais ob reki Besbre, 23 km severovzhodno od Vichyja.

## Administracija
Lapalisse je sedež istoimenskega kantona, v katerega so poleg njegove vključene še občine Andelaroche, Arfeuilles, Barrais-Bussolles, Billezois, Le Breuil, Châtelus, Droiturier, Isserpent, Périgny, Saint-Christophe, Saint-Étienne-de-Vicq, Saint-Pierre-Laval, Saint-Prix in Servilly z 9.182 prebivalci.
Kanton je sestavni del okrožja Vichy.

## Zanimivosti
- grad Château de La Palice, grajen v času od 11. do 13. stoletja, v začetku 16. stoletja mu je bilo dodano renesančno krilo; je na seznamu francoskih zgodovinskih spomenikov.
- Muzej sodobne ljudske umetnosti Musée de l'Art en Marche.